# Danh sách Thủ tướng Anh
- Bên trái trên cùng: Robert Walpole được coi là Thủ tướng đầu tiên của Anh.
- Bên phải trên cùng: Winston Churchill là Thủ tướng trong Thế chiến 2.
- Bên trái dưới cùng: Margaret Thatcher là nữ Thủ tướng đầu tiên của Liên hiệp Anh.
- Bên phải dưới cùng: Keir Starmer là đương kim Thủ tướng.

Thủ tướng Vương quốc Liên hiệp Anh và Bắc Ireland là người đứng đầu Chính phủ Quốc vương Bệ hạ và Nội các Anh Quốc. Ngày thành lập Văn phòng Thủ tướng vẫn còn là một ẩn số vì vị trí này không được "tạo ra" mà thay vào đó tiến hóa theo thời gian trên cơ sở sáp nhập trách nhiệm và quyền hạn của nhiều văn phòng khác. Thuật ngữ này thường được sử dụng bởi Robert Walpole một cách không chính thống trước thập niên 1730. Nó bắt đầu được sử dụng bởi Viện Thứ dân vào những năm 1805, và trở thành một thuật ngữ phổ biến trước những năm 1880, mặc dù không được công nhận chính thức cho đến tận năm 1905, khi Arthur Balfour đang là Thủ tướng.
Các sử gia hiện đại hầu hết công nhận Robert Walpole, người đứng đầu chính phủ Vương quốc Anh trong hơn 20 năm kể từ 1721, là Thủ tướng đầu tiên. Chiếu theo đó, Walpole cũng đồng thời là Thủ tướng Anh tại vị lâu nhất. Cũng theo đó, Thủ tướng đầu tiên của Vương quốc Liên hiệp Anh và Ireland là William Pitt the Younger sau sự thành lập của Liên hiệp này vào ngày 1 tháng 1 năm 1801. Người đầu tiên chính thức sử dụng danh vị Thủ tướng là Benjamin Disraeli, người ký Hiệp ước Berlin với tư cách là "Thủ tướng của Nữ vương Bệ hạ Anh Quốc" năm 1878.
Vào năm 1905, vị trí Thủ tướng chính thức được công nhận trong thứ tự ưu tiên, với đương nhiệm Henry Campbell-Bannerman là người đầu tiên chính thức được gọi là "thủ tướng". Thủ tướng đầu tiên của Vương quốc Liên hiệp Anh và Bắc Ireland sau sự thành lập chính thức của nó vào năm 1922 (khi 26 quận xứ Ireland ly khai và thành lập Nhà tước Tự do Ireland) là Bonar Law, mặc dù đất nước không được đổi tên đến tận năm 1927, khi Stanley Baldwin đang làm Thủ tướng.

## Trước Vương quốc Anh
Trước sự liên giữa Anh và Scotland vào năm 1707,  Ngân khố của England do Đại thần Thủ quỹ quản lý. Ở đoạn cuối của thời kỳ Tudor, Đại thần Thủ quỹ được coi là một trong những Đại thần của Nhà nước, và thường (nhưng không phải luôn luôn) là một nhân vật có ảnh hưởng trong chính phủ: Edward Seymour, Công tước xứ Somerset đệ nhất (Đại thần Thủ quỹ, 1547–1549), giữ chức Nhiếp chính trong thời gian đầu trị vì của Vua Edward VI; William Cecil, Nam tước Burghley đệ nhất (Đại thần Thủ quỹ, 1572–1598), là một Thượng thư có uy tín của Nữ vương Elizabeth I; con trai của Burghley là Robert Cecil, Bá tước xứ Salisbury đệ nhất, kế nhiệm cha mình làm Tể tướng dưới thời Elizabeth (1598–1603) và sau đó được Vua James I bổ nhiệm làm Đại thần Thủ Quỹ (1608–1612).
Trước đoạn cuối của thời kỳ Stuart, có những giai đoạn Ngân khố được quản lý bởi nhiều một Ủy ban các Quan thần Ngân khố, do Đệ nhất Đại thần Ngân khố đứng đầu. Đại thần Thủ quỹ cuối cùng, Sidney Godolphin, Bá tước xứ Godolphin đệ nhất (1702–1710) và Robert Harley, Bá tước xứ Oxford đệ nhất (1711–1714), đứng đầu Chính phủ của Nữ vương Anne.

## Từ 1707 đến 1721
Sau George I lên ngôi vào năm 1714, sự thành lập một ủy ban gồm các Quan thần Ngân khố (thay vì một Đại thần Thủ quỹ) trở thành cố định. Trong ba năm sau đó, Chính phủ được quản lý bởi Charles Townshend, Tử tước Townshend đệ nhị, người được bổ nhiệm làm Thượng thư Miền Bắc. Sau đó, Lãnh chúa Stanhope và Sunderland cùng điều hành Chính phủ, với Stanhope phụ trách đối ngoại còn Sunderland phụ trách đối nội. Stanhope mất vào tháng 2 năm 1721 và Sunderland từ chức hai tháng sau đó; Townshend và Robert Walpole sau đó được mời thành lập một Chính phủ mới. Từ thời điểm này, người giữ vị trí Đệ nhất Đại thần thường (thậm chí là không chính thức) giữ vị trí Thủ tướng. Mãi đến tận Kỷ nguyên Edward thì vị trí thủ tướng mới được luật pháp công nhận. Các thủ tướng sau đó vẫn giữ vị trí Đệ nhất Đại thần Ngân khố theo Đại hội Hiến pháp, với một số ngoại lệ là Lãnh chúa Chatham (1766–1768) và Lãnh chúa Salisbury (1885–1886, 1886–1892, 1895–1902).

## Sau 1721

### Danh sách Thủ tướng
| Thế kỷ 18 Thế kỷ 19 Thế kỷ 20 Thế kỷ 21                                                                                           |
| George I George II George III George IV William IV Victoria Edward VII George V Edward VIII George VI Elizabeth II Charles III    |
| - Bảo thủ (20) - Whig (16) - Tory (10) - Công Đảng (7) - Tự do (7) - Scottish Unionists (2) - Lao động Quốc gia (1) - Peelite (1) |

| Chân dung                                | Chân dung                                                                                 | Thủ tướngVăn phòng(Năm sinh – Năm mất)                                                                                            | Nhiệm kỳ        | Nhiệm kỳ         | Nhiệm kỳ            | Bầu cử                                                                                               | Các vị trí Bộ trưởng kiêm nhiệm | Đảng                                                                | Chính phủ                       | Quân chủtrị vì                 |
| Chân dung                                | Chân dung                                                                                 | Thủ tướngVăn phòng(Năm sinh – Năm mất)                                                                                            | Nhậm chức       | Mãn nhiệm        | Thời gian tại nhiệm | Bầu cử                                                                                               | Các vị trí Bộ trưởng kiêm nhiệm | Đảng                                                                | Chính phủ                       | Quân chủtrị vì                 |
| ---------------------------------------- | ----------------------------------------------------------------------------------------- | --- | --------------- | ---------------- | ------------------- | --- | --- | ------------------------------------------------------------------- | ------------------------------- | ------------------------------ |
|                                          | Robert Walpole                                                                            | Robert Walpole- Nghị viên từ King's Lynn - (1676–1745)                                                                            | 3 tháng 41721   | 11 tháng 21742   | 20 năm, 315 ngày    | 1722                                                                                                 | - Đại thần Ngân khố - Đệ Nhất Đại Thần Ngân Khố - Lãnh đạo Hạ viện Anh                                                                | Whig                                                                | Walpole–Townshend               | George Itrị. 1714–1727         |
|                                          | Robert Walpole                                                                            | Robert Walpole- Nghị viên từ King's Lynn - (1676–1745)                                                                            | 3 tháng 41721   | 11 tháng 21742   | 20 năm, 315 ngày    | 1727                                                                                                 | - Đại thần Ngân khố - Đệ Nhất Đại Thần Ngân Khố - Lãnh đạo Hạ viện Anh                                                                | Whig                                                                | Walpole–Townshend               | George IItrị. 1727–1760        |
|                                          | Robert Walpole                                                                            | Robert Walpole- Nghị viên từ King's Lynn - (1676–1745)                                                                            | 3 tháng 41721   | 11 tháng 21742   | 20 năm, 315 ngày    | 1734                                                                                                 | - Đại thần Ngân khố - Đệ Nhất Đại Thần Ngân Khố - Lãnh đạo Hạ viện Anh                                                                | Whig                                                                | Walpole                         | George IItrị. 1727–1760        |
|                                          | Robert Walpole                                                                            | Robert Walpole- Nghị viên từ King's Lynn - (1676–1745)                                                                            | 3 tháng 41721   | 11 tháng 21742   | 20 năm, 315 ngày    | 1741                                                                                                 | - Đại thần Ngân khố - Đệ Nhất Đại Thần Ngân Khố - Lãnh đạo Hạ viện Anh                                                                | Whig                                                                | Walpole                         | George IItrị. 1727–1760        |
|                                          | Spencer Compton                                                                           | Spencer Compton- Bá tước xứ Wilmington đệ nhất - (1674–1743)                                                                      | 16 tháng 21742  | 2 tháng 71743    | 1 năm, 137 ngày     | — | - Đệ Nhất Đại Thần Ngân Khố | Whig                                                                | Carteret                        | George IItrị. 1727–1760        |
|                                          | Henry Pelham                                                                              | Henry Pelham- Nghị viên từ Sussex - (1694–1754)                                                                                   | 27 tháng 81743  | 6 tháng 31754    | 10 năm, 192 ngày    | — | - Đại thần Ngân khố - Đệ Nhất Đại Thần Ngân Khố - Lãnh đạo Hạ viện Anh                                                                | Whig                                                                | Broad Bottom I                  | George IItrị. 1727–1760        |
|                                          | Henry Pelham                                                                              | Henry Pelham- Nghị viên từ Sussex - (1694–1754)                                                                                   | 27 tháng 81743  | 6 tháng 31754    | 10 năm, 192 ngày    | 1747                                                                                                 | - Đại thần Ngân khố - Đệ Nhất Đại Thần Ngân Khố - Lãnh đạo Hạ viện Anh                                                                | Whig                                                                | Broad Bottom II                 | George IItrị. 1727–1760        |
|                                          | Thomas Pelham-Holles                                                                      | Thomas Pelham-Holles- Công tước xứ Newcastle đệ nhất - (1693–1768)                                                                | 16 tháng 31754  | 11 tháng 111756  | 2 năm, 241 ngày     | 1754                                                                                                 | - Đệ Nhất Đại Thần Ngân Khố - Lãnh đạo Thượng viện Anh                                                                                | Whig                                                                | Newcastle I                     | George IItrị. 1727–1760        |
|                                          | William Cavendish                                                                         | William Cavendish- Công tước xứ Devonshire đệ tứ - (1720–1764)                                                                    | 16 tháng 111756 | 29 tháng 61757   | 226 ngày            | — | - Đệ Nhất Đại Thần Ngân Khố - Lãnh đạo Thượng viện Anh - Lord Treasurer of Ireland                                                    | Whig                                                                | Pitt–Devonshire                 | George IItrị. 1727–1760        |
|                                          | William Cavendish                                                                         | William Cavendish- Công tước xứ Devonshire đệ tứ - (1720–1764)                                                                    | 16 tháng 111756 | 29 tháng 61757   | 226 ngày            | — | - Đệ Nhất Đại Thần Ngân Khố - Lãnh đạo Thượng viện Anh - Lord Treasurer of Ireland                                                    | Whig                                                                | Lâm thời 1757                   | George IItrị. 1727–1760        |
|                                          | Thomas Pelham-Holles                                                                      | Thomas Pelham-Holles- Công tước xứ Newcastle đệ nhất - (1693–1768)                                                                | 29 tháng 61757  | 26 tháng 51762   | 4 năm, 332 ngày     | 1761                                                                                                 | - Đệ Nhất Đại Thần Ngân Khố - Lãnh đạo Thượng viện Anh                                                                                | Whig                                                                | Pitt–Newcastle                  | George IItrị. 1727–1760        |
|                                          | Thomas Pelham-Holles                                                                      | Thomas Pelham-Holles- Công tước xứ Newcastle đệ nhất - (1693–1768)                                                                | 29 tháng 61757  | 26 tháng 51762   | 4 năm, 332 ngày     | 1761                                                                                                 | - Đệ Nhất Đại Thần Ngân Khố - Lãnh đạo Thượng viện Anh                                                                                | Whig                                                                | Bute–Newcastle(Tory–Whig)       | George IIItrị. 1760–1820       |
|                                          | John Stuart                                                                               | John Stuart- Bá tước xứ Bute đệ tam - (1713–1792)                                                                                 | 26 tháng 51762  | 8 tháng 41763    | 318 ngày            | — | - Đệ Nhất Đại Thần Ngân Khố - Lãnh đạo Thượng viện Anh                                                                                | Tory                                                                | Bute                            | George IIItrị. 1760–1820       |
|                                          | George Grenville                                                                          | George Grenville- Nghị viên từ Buckingham - (1712–1770)                                                                           | 16 tháng 41763  | 10 tháng 71765   | 2 năm, 86 ngày      | — | - Đại thần Ngân khố - Đệ Nhất Đại Thần Ngân Khố - Lãnh đạo Hạ viện Anh                                                                | Whig(Grenvillite)                                                   | Grenville(mainly Whig)          | George IIItrị. 1760–1820       |
| Charles Watson-Wentworth                 | Charles Watson-Wentworth- Hầu tước xứ Rockingham đệ nhị - (1730–1782)                     | 13 tháng 71765 | 30 tháng 71766  | 1 năm, 18 ngày   | —                   | - Đệ Nhất Đại Thần Ngân Khố - Lãnh đạo Thượng viện Anh                                               | Whig(Rockinghamite) | Rockingham I                                                        |                                 | George IIItrị. 1760–1820       |
| William Pitt the Elder                   | William Pitt the Elder- Bá tước xứ Chatham đệ nhất - (1708–1778)                          | 30 tháng 71766 | 14 tháng 101768 | 2 năm, 77 ngày   | 1768                | - Quan chưởng ấn                                                                                     | Whig(Chathamite) | Chatham                                                             |                                 | George IIItrị. 1760–1820       |
| Tháng 8us FitzRoy                        | Augustus FitzRoy- Công tước xứ Grafton đệ tam - (1735–1811)                               | 14 tháng 101768 | 28 tháng 11770  | 1 năm, 107 ngày  | —                   | - Đệ Nhất Đại Thần Ngân Khố - Lãnh đạo Thượng viện Anh                                               | Whig(Chathamite) | Grafton                                                             |                                 | George IIItrị. 1760–1820       |
|                                          | Frederick North, Lord North                                                               | Frederick North- Lãnh chúa North - Nghị viên từ Banbury - (1732–1792)                                                             | 28 tháng 11770  | 27 tháng 31782   | 12 năm, 59 ngày     | 1774                                                                                                 | - Đại thần Ngân khố - Đệ Nhất Đại Thần Ngân Khố - Lãnh đạo Hạ viện Anh                                                                | Tory(Northite)                                                      | North                           | George IIItrị. 1760–1820       |
| 1780                                     | Frederick North, Lord North                                                               | Frederick North- Lãnh chúa North - Nghị viên từ Banbury - (1732–1792)                                                             | 28 tháng 11770  | 27 tháng 31782   | 12 năm, 59 ngày     | | - Đại thần Ngân khố - Đệ Nhất Đại Thần Ngân Khố - Lãnh đạo Hạ viện Anh                                                                | Tory(Northite)                                                      | North                           | George IIItrị. 1760–1820       |
|                                          | Charles Watson-Wentworth                                                                  | Charles Watson-Wentworth- Hầu tước xứ Rockingham đệ nhị - (1730–1782)                                                             | 27 tháng 31782  | 1 tháng 71782    | 97 ngày             | — | - Đệ Nhất Đại Thần Ngân Khố | Whig(Rockinghamite)                                                 | Rockingham II                   | George IIItrị. 1760–1820       |
| William Petty                            | William Petty- Bá tước xứ Shelburne đệ nhị - (1737–1805)                                  | 4 tháng 71782 | 26 tháng 31783  | 266 ngày         | —                   | - Đệ Nhất Đại Thần Ngân Khố - Lãnh đạo Thượng viện Anh                                               | Whig(Chathamite) | Shelburne                                                           |                                 | George IIItrị. 1760–1820       |
| William Cavendish-Bentinck               | William Cavendish-Bentinck- Công tước xứ Portland đệ tam - (1738–1809)                    | 2 tháng 41783 | 18 tháng 121783 | 261 ngày         | —                   | - Đệ Nhất Đại Thần Ngân Khố - Lãnh đạo Thượng viện Anh                                               | Whig | Fox–North                                                           |                                 | George IIItrị. 1760–1820       |
|                                          | William Pitt the Younger                                                                  | William Pitt the Younger- Nghị viên từ Appleby, sau đó là Cambridge University - (1759–1806)                                      | 19 tháng 121783 | 14 tháng 31801   | 17 năm, 86 ngày     | 1784                                                                                                 | - Đại thần Ngân khố - Đệ Nhất Đại Thần Ngân Khố - Lãnh đạo Hạ viện Anh                                                                | Tory(Pittite)                                                       | Pitt I                          | George IIItrị. 1760–1820       |
| 1790                                     | William Pitt the Younger                                                                  | William Pitt the Younger- Nghị viên từ Appleby, sau đó là Cambridge University - (1759–1806)                                      | 19 tháng 121783 | 14 tháng 31801   | 17 năm, 86 ngày     | | - Đại thần Ngân khố - Đệ Nhất Đại Thần Ngân Khố - Lãnh đạo Hạ viện Anh                                                                | Tory(Pittite)                                                       | Pitt I                          | George IIItrị. 1760–1820       |
| 1796                                     | William Pitt the Younger                                                                  | William Pitt the Younger- Nghị viên từ Appleby, sau đó là Cambridge University - (1759–1806)                                      | 19 tháng 121783 | 14 tháng 31801   | 17 năm, 86 ngày     | | - Đại thần Ngân khố - Đệ Nhất Đại Thần Ngân Khố - Lãnh đạo Hạ viện Anh                                                                | Tory(Pittite)                                                       | Pitt I                          | George IIItrị. 1760–1820       |
| Henry Addington                          | Henry Addington- Nghị viên từ Devizes - (1757–1844)                                       | 17 tháng 31801 | 10 tháng 51804  | 3 năm, 55 ngày   | 1801                | - Đại thần Ngân khố - Đệ Nhất Đại Thần Ngân Khố - Lãnh đạo Hạ viện Anh                               | Tory(Addingtonian) | Addington                                                           |                                 | George IIItrị. 1760–1820       |
| Henry Addington                          | Henry Addington- Nghị viên từ Devizes - (1757–1844)                                       | 17 tháng 31801 | 10 tháng 51804  | 3 năm, 55 ngày   | 1802                | - Đại thần Ngân khố - Đệ Nhất Đại Thần Ngân Khố - Lãnh đạo Hạ viện Anh                               | Tory(Addingtonian) | Addington                                                           |                                 | George IIItrị. 1760–1820       |
| William Pitt the Younger                 | William Pitt the Younger- Nghị viên từ Cambridge University - (1759–1806)                 | 10 tháng 51804 | 23 tháng 11806  | 1 năm, 259 ngày  | —                   | - Đại thần Ngân khố - Đệ Nhất Đại Thần Ngân Khố - Lãnh đạo Hạ viện Anh                               | Tory(Pittite) | Pitt II                                                             |                                 | George IIItrị. 1760–1820       |
|                                          | William Grenville                                                                         | William Grenville- Nam tước Grenville đệ nhất - (1759–1834)                                                                       | 11 tháng 21806  | 25 tháng 31807   | 1 năm, 43 ngày      | 1806                                                                                                 | - Đệ Nhất Đại Thần Ngân Khố - Lãnh đạo Thượng viện Anh                                                                                | Whig                                                                | Toàn năng(Whig–Tory)            | George IIItrị. 1760–1820       |
|                                          | William Cavendish-Bentinck                                                                | William Cavendish-Bentinck- Công tước xứ Portland đệ tam - (1738–1809)                                                            | 31 tháng 31807  | 4 tháng 101809   | 2 năm, 188 ngày     | 1807                                                                                                 | - Đệ Nhất Đại Thần Ngân Khố | Tory(Pittite)                                                       | Portland II                     | George IIItrị. 1760–1820       |
| Spencer Perceval                         | Spencer Perceval- Nghị viên từ Northampton - (1762–1812)                                  | 4 tháng 101809 | 11 tháng 5 1812 | 2 năm, 221 ngày  | —                   | - Tướng quốc Lãnh địa Công tước Lancaster - Đại thần Ngân khố - Ủy viên Ngân khố Ireland (1810–1812) | Perceval | Tory(Pittite)                                                       |                                 | George IIItrị. 1760–1820       |
| Robert Jenkinson                         | Robert Jenkinson- Bá tước xứ Liverpool đệ nhị - (1770–1828)                               | 8 tháng 61812 | 9 tháng 41827   | 14 năm, 306 ngày | 1812                | - Đệ Nhất Đại Thần Ngân Khố - Lãnh đạo Thượng viện Anh                                               | Liverpool | Tory(Pittite)                                                       |                                 | George IIItrị. 1760–1820       |
| Robert Jenkinson                         | Robert Jenkinson- Bá tước xứ Liverpool đệ nhị - (1770–1828)                               | 8 tháng 61812 | 9 tháng 41827   | 14 năm, 306 ngày | 1818                | - Đệ Nhất Đại Thần Ngân Khố - Lãnh đạo Thượng viện Anh                                               | Liverpool | Tory(Pittite)                                                       | George IVtrị. 1820–1830         |                                |
| Robert Jenkinson                         | Robert Jenkinson- Bá tước xứ Liverpool đệ nhị - (1770–1828)                               | 8 tháng 61812 | 9 tháng 41827   | 14 năm, 306 ngày | 1820                | - Đệ Nhất Đại Thần Ngân Khố - Lãnh đạo Thượng viện Anh                                               | Liverpool | Tory(Pittite)                                                       | George IVtrị. 1820–1830         |                                |
| Robert Jenkinson                         | Robert Jenkinson- Bá tước xứ Liverpool đệ nhị - (1770–1828)                               | 8 tháng 61812 | 9 tháng 41827   | 14 năm, 306 ngày | 1826                | - Đệ Nhất Đại Thần Ngân Khố - Lãnh đạo Thượng viện Anh                                               | Liverpool | Tory(Pittite)                                                       | George IVtrị. 1820–1830         |                                |
| George Canning                           | George Canning- Nghị viên từ Seaford - (1770–1827)                                        | 12 tháng 41827 | 8 tháng 81827   | 119 ngày         | —                   | - Đại thần Ngân khố - Đệ Nhất Đại Thần Ngân Khố - Lãnh đạo Hạ viện Anh                               | Tory(Canningite) | Canning(Canningite–Whig)                                            | George IVtrị. 1820–1830         |                                |
| F. J. Robinson                           | Frederick John Robinson- Tử tước Goderich đệ nhất - (1782–1859)                           | 31 tháng 81827 | 8 tháng 11828   | 131 ngày         | —                   | - Đệ Nhất Đại Thần Ngân Khố - Lãnh đạo Thượng viện Anh                                               | Tory(Canningite) | Goderich                                                            | George IVtrị. 1820–1830         |                                |
| Arthur Wellesley, 1st Duke of Wellington | Arthur Wellesley- Công tước xứ Wellington đệ nhất - (1769–1852)                           | 22 tháng 11828 | 16 tháng 111830 | 2 năm, 299 ngày  | —                   | - Đệ Nhất Đại Thần Ngân Khố - Lãnh đạo Thượng viện Anh                                               | Tory | Wellington–Peel                                                     | George IVtrị. 1820–1830         |                                |
| Arthur Wellesley, 1st Duke of Wellington | Arthur Wellesley- Công tước xứ Wellington đệ nhất - (1769–1852)                           | 22 tháng 11828 | 16 tháng 111830 | 2 năm, 299 ngày  | (1830)              | - Đệ Nhất Đại Thần Ngân Khố - Lãnh đạo Thượng viện Anh                                               | Tory | Wellington–Peel                                                     | William IVtrị. 1830–1837        |                                |
|                                          | Charles Grey, 2nd Earl Grey                                                               | Charles Grey- Bá tước Grey đệ nhị - (1764–1845)                                                                                   | 22 tháng 111830 | 9 tháng 71834    | 3 năm, 230 ngày     | 1831                                                                                                 | - Đệ Nhất Đại Thần Ngân Khố - Lãnh đạo Thượng viện Anh                                                                                | Whig                                                                | William IVtrị. 1830–1837        | Grey                           |
| 1832                                     | Charles Grey, 2nd Earl Grey                                                               | Charles Grey- Bá tước Grey đệ nhị - (1764–1845)                                                                                   | 22 tháng 111830 | 9 tháng 71834    | 3 năm, 230 ngày     | | - Đệ Nhất Đại Thần Ngân Khố - Lãnh đạo Thượng viện Anh                                                                                | Whig                                                                | William IVtrị. 1830–1837        | Grey                           |
| William Lamb, 2nd Viscount Melbourne     | William Lamb- Tử tước Melbourne đệ nhị - (1779–1848)                                      | 16 tháng 71834 | 14 tháng 111834 | 122 ngày         | —                   | - Đệ Nhất Đại Thần Ngân Khố - Lãnh đạo Thượng viện Anh                                               | Melbourne I | Whig                                                                | William IVtrị. 1830–1837        |                                |
|                                          | photograph                                                                                | Arthur Wellesley- Công tước xứ Wellington đệ nhất - (1769–1852)                                                                   | 17 tháng 111834 | 9 tháng 121834   | 23 ngày             | (—)                                                                                                  | - Đệ Nhất Đại Thần Ngân Khố - Lãnh đạo Thượng viện Anh - Bộ trưởng Ngoại giao - Bộ trưởng Nội vụ - Bộ trưởng Chiến tranh và Thuộc địa | Tory                                                                | William IVtrị. 1830–1837        | Lâm thời Wellington            |
|                                          | Robert Peel                                                                               | Robert Peel- Nghị viên từ Tamworth - (1788–1850)                                                                                  | 10 tháng 121834 | 8 tháng 41835    | 120 ngày            | (—)                                                                                                  | - Đại thần Ngân khố - Đệ Nhất Đại Thần Ngân Khố - Lãnh đạo Hạ viện Anh                                                                | Bảo thủ                                                             | William IVtrị. 1830–1837        | Peel I                         |
|                                          | William Lamb, 2nd Viscount Melbourne                                                      | William Lamb- Tử tước Melbourne đệ nhị - (1779–1848)                                                                              | 18 tháng 41835  | 30 tháng 81841   | 6 năm, 135 ngày     | 1835                                                                                                 | - Đệ Nhất Đại Thần Ngân Khố - Lãnh đạo Thượng viện Anh                                                                                | Whig                                                                | William IVtrị. 1830–1837        | Melbourne II                   |
|                                          | 1837                                                                                      | William Lamb- Tử tước Melbourne đệ nhị - (1779–1848)                                                                              | 18 tháng 41835  | 30 tháng 81841   | 6 năm, 135 ngày     | Victoriatrị. 1837–1901                                                                               | - Đệ Nhất Đại Thần Ngân Khố - Lãnh đạo Thượng viện Anh                                                                                | Whig                                                                |                                 | Melbourne II                   |
|                                          | Robert Peel                                                                               | Robert Peel- Nghị viên từ Tamworth - (1788–1850)                                                                                  | 30 tháng 81841  | 29 tháng 61846   | 4 năm, 304 ngày     | Victoriatrị. 1837–1901                                                                               | 1841 | - Đệ Nhất Đại Thần Ngân Khố - Lãnh đạo Hạ viện Anh                  | Bảo thủ                         | Peel II                        |
|                                          | photograph                                                                                | John Russell- Nghị viên từ City of London - (1792–1878)                                                                           | 30 tháng 61846  | 21 tháng 21852   | 5 năm, 237 ngày     | Victoriatrị. 1837–1901                                                                               | (1847) | - Đệ Nhất Đại Thần Ngân Khố - Lãnh đạo Hạ viện Anh                  | Whig                            | Russell I                      |
|                                          | engraving                                                                                 | Edward Smith-Stanley- Bá tước xứ Derby đệ thập tứ - (1799–1869)                                                                   | 23 tháng 21852  | 17 tháng 121852  | 299 ngày            | Victoriatrị. 1837–1901                                                                               | 1852 | - Đệ Nhất Đại Thần Ngân Khố - Lãnh đạo Thượng viện Anh              | Bảo thủ                         | Who? Who?                      |
|                                          | engraving                                                                                 | George Hamilton-Gordon- Bá tước xứ Aberdeen đệ tứ - (1784–1860)                                                                   | 19 tháng 121852 | 30 tháng 11855   | 2 năm, 43 ngày      | Victoriatrị. 1837–1901                                                                               | (—) | - Đệ Nhất Đại Thần Ngân Khố - Lãnh đạo Thượng viện Anh              | Peelite                         | Aberdeen(Peelite–Whig–others)  |
|                                          | photograph                                                                                | Henry John Temple- Tử tước Palmerston đệ tam - Nghị viên từ Tiverton - (1784–1865)                                                | 6 tháng 21855   | 19 tháng 21858   | 3 năm, 14 ngày      | Victoriatrị. 1837–1901                                                                               | 1857 | - Đệ Nhất Đại Thần Ngân Khố - Lãnh đạo Hạ viện Anh                  | Whig                            | Palmerston I                   |
|                                          | engraving                                                                                 | Edward Smith-Stanley- Bá tước xứ Derby đệ thập tứ - (1799–1869)                                                                   | 20 tháng 21858  | 11 tháng 61859   | 1 năm, 112 ngày     | Victoriatrị. 1837–1901                                                                               | (—) | - Đệ Nhất Đại Thần Ngân Khố - Lãnh đạo Thượng viện Anh              | Bảo thủ                         | Derby–Disraeli II              |
|                                          | photograph                                                                                | Henry John Temple- Tử tước Palmerston đệ tam - Nghị viên từ Tiverton - (1784–1865)                                                | 12 tháng 61859  | 18 tháng 101865  | 6 năm, 129 ngày     | Victoriatrị. 1837–1901                                                                               | 1859 | - Đệ Nhất Đại Thần Ngân Khố - Lãnh đạo Hạ viện Anh                  | Liberal                         | Palmerston II                  |
| 1865                                     | photograph                                                                                | Henry John Temple- Tử tước Palmerston đệ tam - Nghị viên từ Tiverton - (1784–1865)                                                | 12 tháng 61859  | 18 tháng 101865  | 6 năm, 129 ngày     | Victoriatrị. 1837–1901                                                                               | | - Đệ Nhất Đại Thần Ngân Khố - Lãnh đạo Hạ viện Anh                  | Liberal                         | Palmerston II                  |
| photograph                               | John Russell- Bá tước Russell đệ nhất - (1792–1878)                                       | 29 tháng 101865 | 26 tháng 61866  | 241 ngày         | —                   | Victoriatrị. 1837–1901                                                                               | - Đệ Nhất Đại Thần Ngân Khố - Lãnh đạo Thượng viện Anh                                                                                | Russell II                                                          | Liberal                         |                                |
|                                          | engraving                                                                                 | Edward Smith-Stanley- Bá tước xứ Derby đệ thập tứ - (1799–1869)                                                                   | 28 tháng 61866  | 25 tháng 21868   | 1 năm, 243 ngày     | Victoriatrị. 1837–1901                                                                               | (—) | - Đệ Nhất Đại Thần Ngân Khố - Lãnh đạo Thượng viện Anh              | Bảo thủ                         | Derby–Disraeli III             |
| photograph                               | Benjamin Disraeli- Nghị viên từ Buckinghamshire - (1804–1881) - Nhiệm kỳ Thủ tướng        | 27 tháng 21868 | 1 tháng 121868  | 279 ngày         | (—)                 | Victoriatrị. 1837–1901                                                                               | - Đệ Nhất Đại Thần Ngân Khố - Lãnh đạo Hạ viện Anh                                                                                    |                                                                     | Bảo thủ                         | Derby–Disraeli III             |
|                                          | photograph                                                                                | William Ewart Gladstone- Nghị viên từ Midlothian - (1809–1898) - Nhiệm kỳ Thủ tướng                                               | 3 tháng 121868  | 17 tháng 21874   | 5 năm, 77 ngày      | Victoriatrị. 1837–1901                                                                               | 1868 | - Đại thần Ngân khố (1873–1874)                                     | Liberal                         | Gladstone I                    |
|                                          | photograph                                                                                | Benjamin Disraeli- Nghị viên từ Buckinghamshire (đến 1876) - Bá tước xứ Beaconsfield (từ 1876) - (1804–1881) - Nhiệm kỳ Thủ tướng | 20 tháng 21874  | 21 tháng 41880   | 6 năm, 62 ngày      | Victoriatrị. 1837–1901                                                                               | 1874 | - Đệ Nhất Đại Thần Ngân Khố - Lãnh đạo Hạ viện Anh (1874–1876)      | Bảo thủ                         | Disraeli II                    |
|                                          | photograph                                                                                | William Ewart Gladstone- Nghị viên từ Midlothian - (1809–1898) - Nhiệm kỳ Thủ tướng                                               | 23 tháng 41880  | 9 tháng 61885    | 5 năm, 48 ngày      | Victoriatrị. 1837–1901                                                                               | 1880 | - Đại thần Ngân khố (1880–1882)                                     | Liberal                         | Gladstone II                   |
|                                          | photograph                                                                                | Robert Gascoyne-Cecil- Hầu tước xứ Salisbury đệ tam - (1830–1903)                                                                 | 23 tháng 61885  | 28 tháng 11886   | 220 ngày            | Victoriatrị. 1837–1901                                                                               | (—) | - Lãnh đạo Thượng viện Anh - Bộ trưởng Ngoại giao                   | Bảo thủ                         | Salisbury I                    |
|                                          | photograph                                                                                | William Ewart Gladstone- Nghị viên từ Midlothian - (1809–1898) - Nhiệm kỳ Thủ tướng                                               | 1 tháng 21886   | 20 tháng 71886   | 170 ngày            | Victoriatrị. 1837–1901                                                                               | (1885) | - Đệ Nhất Đại Thần Ngân Khố - Lãnh đạo Hạ viện Anh - Quan chưởng ấn | Liberal                         | Gladstone III                  |
|                                          | photograph                                                                                | Robert Gascoyne-Cecil- Hầu tước xứ Salisbury đệ tam - (1830–1903)                                                                 | 25 tháng 71886  | 11 tháng 81892   | 6 năm, 18 ngày      | Victoriatrị. 1837–1901                                                                               | (1886) | - Đệ Nhất Đại Thần Ngân Khố (1886–1887)                             | Bảo thủ                         | Salisbury II                   |
|                                          | photograph                                                                                | William Ewart Gladstone- Nghị viên từ Midlothian - (1809–1898) - Nhiệm kỳ Thủ tướng                                               | 15 tháng 81892  | 2 tháng 31894    | 1 năm, 200 ngày     | Victoriatrị. 1837–1901                                                                               | (1892) | - Đệ Nhất Đại Thần Ngân Khố - Lãnh đạo Hạ viện Anh - Quan chưởng ấn | Liberal                         | Gladstone IV                   |
| photograph                               | Archibald Primrose- Bá tước xứ Rosebery đệ ngũ - (1847–1929)                              | 5 tháng 31894 | 22 tháng 61895  | 1 năm, 110 ngày  | (—)                 | Victoriatrị. 1837–1901                                                                               | - Đệ Nhất Đại Thần Ngân Khố - Lãnh đạo Thượng viện Anh - Chủ tịch Hội đồng Cơ mật                                                     | Rosebery                                                            | Liberal                         |                                |
|                                          | photograph                                                                                | Robert Gascoyne-Cecil- Hầu tước xứ Salisbury đệ tam - (1830–1903)                                                                 | 25 tháng 61895  | 11 tháng 71902   | 7 năm, 17 ngày      | Victoriatrị. 1837–1901                                                                               | 1895 | - Lãnh đạo Thượng viện Anh - Quan chưởng ấn (1900–1902)             | Bảo thủ                         | Salisbury III(Con–Lib.U)       |
| 1900                                     | photograph                                                                                | Robert Gascoyne-Cecil- Hầu tước xứ Salisbury đệ tam - (1830–1903)                                                                 | 25 tháng 61895  | 11 tháng 71902   | 7 năm, 17 ngày      | Victoriatrị. 1837–1901                                                                               | Salisbury IV(Con–Lib.U) | - Lãnh đạo Thượng viện Anh - Quan chưởng ấn (1900–1902)             | Bảo thủ                         |                                |
| 1900                                     | photograph                                                                                | Robert Gascoyne-Cecil- Hầu tước xứ Salisbury đệ tam - (1830–1903)                                                                 | 25 tháng 61895  | 11 tháng 71902   | 7 năm, 17 ngày      | Edward VIItrị. 1901–1910                                                                             | Salisbury IV(Con–Lib.U) | - Lãnh đạo Thượng viện Anh - Quan chưởng ấn (1900–1902)             | Bảo thủ                         |                                |
| photograph                               | Arthur Balfour- Nghị viên từ Manchester East - (1848–1930)                                | 12 tháng 71902 | 4 tháng 121905  | 3 năm, 146 ngày  | —                   | - Đệ Nhất Đại Thần Ngân Khố - Lãnh đạo Hạ viện Anh - Quan chưởng ấn (1902–1903)                      | Balfour(Con–Lib.U) |                                                                     | Bảo thủ                         |                                |
|                                          | photograph                                                                                | Henry Campbell-Bannerman- Nghị viên từ Stirling Burghs - (1836–1908)                                                              | 5 tháng 121905  | 3 tháng 41908    | 2 năm, 121 ngày     | 1906                                                                                                 | - Đệ Nhất Đại Thần Ngân Khố - Lãnh đạo Hạ viện Anh                                                                                    | Liberal                                                             | Campbell-Bannerman              |                                |
| photograph                               | H. H. Asquith- Nghị viên từ East Fife - (1852–1928)                                       | 8 tháng 41908 | 5 tháng 121916  | 8 năm, 243 ngày  | —                   | - Đệ Nhất Đại Thần Ngân Khố - Lãnh đạo Hạ viện Anh - Bộ trưởng Chiến tranh (1914)                    | Asquith I | Liberal                                                             |                                 |                                |
| photograph                               | H. H. Asquith- Nghị viên từ East Fife - (1852–1928)                                       | 8 tháng 41908 | 5 tháng 121916  | 8 năm, 243 ngày  | (tháng 11910)       | - Đệ Nhất Đại Thần Ngân Khố - Lãnh đạo Hạ viện Anh - Bộ trưởng Chiến tranh (1914)                    | Asquith II | Liberal                                                             | George Vtrị. 1910–1936          |                                |
| photograph                               | H. H. Asquith- Nghị viên từ East Fife - (1852–1928)                                       | 8 tháng 41908 | 5 tháng 121916  | 8 năm, 243 ngày  | (tháng 121910)      | - Đệ Nhất Đại Thần Ngân Khố - Lãnh đạo Hạ viện Anh - Bộ trưởng Chiến tranh (1914)                    | Asquith III | Liberal                                                             | George Vtrị. 1910–1936          |                                |
| photograph                               | H. H. Asquith- Nghị viên từ East Fife - (1852–1928)                                       | 8 tháng 41908 | 5 tháng 121916  | 8 năm, 243 ngày  | (—)                 | - Đệ Nhất Đại Thần Ngân Khố - Lãnh đạo Hạ viện Anh - Bộ trưởng Chiến tranh (1914)                    | Liên minh Asquith(Lib–Con–others) | Liberal                                                             | George Vtrị. 1910–1936          |                                |
| photograph                               | David Lloyd George- Nghị viên từ Caernarvon Boroughs - (1863–1945)                        | 6 tháng 121916 | 19 tháng 101922 | 5 năm, 318 ngày  | (—)                 | - Đệ Nhất Đại Thần Ngân Khố                                                                          | Chiến tranh Lloyd George | Liberal                                                             | George Vtrị. 1910–1936          |                                |
| photograph                               | David Lloyd George- Nghị viên từ Caernarvon Boroughs - (1863–1945)                        | 6 tháng 121916 | 19 tháng 101922 | 5 năm, 318 ngày  | 1918                | - Đệ Nhất Đại Thần Ngân Khố                                                                          | Lloyd George II(Lib–Con) | Liberal                                                             | George Vtrị. 1910–1936          |                                |
|                                          | photograph                                                                                | Bonar Law- Nghị viên từ Glasgow Central - (1858–1923)                                                                             | 23 tháng 101922 | 20 tháng 51923   | 210 ngày            | 1922                                                                                                 | - Đệ Nhất Đại Thần Ngân Khố - Lãnh đạo Hạ viện Anh                                                                                    | Bảo thủ(Scot.U.)                                                    | George Vtrị. 1910–1936          | Law                            |
| photograph                               | Stanley Baldwin- Nghị viên từ Bewdley - (1867–1947)                                       | 22 tháng 51923 | 22 tháng 11924  | 246 ngày         | —                   | - Đại thần Ngân khố (1923) - Đệ Nhất Đại Thần Ngân Khố - Lãnh đạo Hạ viện Anh                        | Bảo thủ | Baldwin I                                                           | George Vtrị. 1910–1936          |                                |
|                                          | photograph                                                                                | Ramsay MacDonald- Nghị viên từ Aberavon - (1866–1937)                                                                             | 22 tháng 11924  | 4 tháng 111924   | 288 ngày            | (1923)                                                                                               | - Đệ Nhất Đại Thần Ngân Khố - Lãnh đạo Hạ viện Anh - Bộ trưởng Ngoại giao                                                             | Công Đảng                                                           | George Vtrị. 1910–1936          | MacDonald I                    |
|                                          | photograph                                                                                | Stanley Baldwin- Nghị viên từ Bewdley - (1867–1947)                                                                               | 4 tháng 111924  | 4 tháng 61929    | 4 năm, 213 ngày     | 1924                                                                                                 | - Đệ Nhất Đại Thần Ngân Khố - Lãnh đạo Hạ viện Anh                                                                                    | Bảo thủ                                                             | George Vtrị. 1910–1936          | Baldwin II                     |
|                                          | photograph                                                                                | Ramsay MacDonald- Nghị viên từ Seaham - (1866–1937)                                                                               | 5 tháng 61929   | 7 tháng 61935    | 6 năm, 3 ngày       | (1929)                                                                                               | - Đệ Nhất Đại Thần Ngân Khố - Lãnh đạo Hạ viện Anh                                                                                    | Công Đảng                                                           | George Vtrị. 1910–1936          | MacDonald II                   |
|                                          | photograph                                                                                | Ramsay MacDonald- Nghị viên từ Seaham - (1866–1937)                                                                               | 5 tháng 61929   | 7 tháng 61935    | 6 năm, 3 ngày       | (—)                                                                                                  | - Đệ Nhất Đại Thần Ngân Khố - Lãnh đạo Hạ viện Anh                                                                                    | National Labour                                                     | George Vtrị. 1910–1936          | National I(Nat.Lab–Con–others) |
| 1931                                     | photograph                                                                                | Ramsay MacDonald- Nghị viên từ Seaham - (1866–1937)                                                                               | 5 tháng 61929   | 7 tháng 61935    | 6 năm, 3 ngày       | National II                                                                                          | - Đệ Nhất Đại Thần Ngân Khố - Lãnh đạo Hạ viện Anh                                                                                    | National Labour                                                     | George Vtrị. 1910–1936          |                                |
|                                          | photograph                                                                                | Stanley Baldwin- Nghị viên từ Bewdley - (1867–1947)                                                                               | 7 tháng 61935   | 28 tháng 51937   | 1 năm, 356 ngày     | 1935                                                                                                 | - Đệ Nhất Đại Thần Ngân Khố - Lãnh đạo Hạ viện Anh                                                                                    | Bảo thủ                                                             | George Vtrị. 1910–1936          | National III                   |
|                                          | photograph                                                                                | Stanley Baldwin- Nghị viên từ Bewdley - (1867–1947)                                                                               | 7 tháng 61935   | 28 tháng 51937   | 1 năm, 356 ngày     | 1935                                                                                                 | - Đệ Nhất Đại Thần Ngân Khố - Lãnh đạo Hạ viện Anh                                                                                    | Bảo thủ                                                             | Edward VIIItrị. 1936            | National III                   |
|                                          | photograph                                                                                | Stanley Baldwin- Nghị viên từ Bewdley - (1867–1947)                                                                               | 7 tháng 61935   | 28 tháng 51937   | 1 năm, 356 ngày     | 1935                                                                                                 | - Đệ Nhất Đại Thần Ngân Khố - Lãnh đạo Hạ viện Anh                                                                                    | Bảo thủ                                                             | George VItrị. 1936–1952         | National III                   |
|                                          | photograph                                                                                | Neville Chamberlain- Nghị viên từ Birmingham Edgbaston - (1869–1940)                                                              | 28 tháng 51937  | 10 tháng 51940   | 2 năm, 349 ngày     | — | - Đệ Nhất Đại Thần Ngân Khố - Lãnh đạo Hạ viện Anh                                                                                    | Bảo thủ                                                             | National IV                     |                                |
|                                          | photograph                                                                                | Neville Chamberlain- Nghị viên từ Birmingham Edgbaston - (1869–1940)                                                              | 28 tháng 51937  | 10 tháng 51940   | 2 năm, 349 ngày     | — | - Đệ Nhất Đại Thần Ngân Khố - Lãnh đạo Hạ viện Anh                                                                                    | Bảo thủ                                                             | Chiến tranh Chamberlain         |                                |
|                                          | photograph                                                                                | Winston Churchill- Nghị viên từ Epping - (1874–1965)                                                                              | 10 tháng 51940  | 26 tháng 71945   | 5 năm, 78 ngày      | — | - Đệ Nhất Đại Thần Ngân Khố - Lãnh đạo Hạ viện Anh (1940–1942)                                                                        | Bảo thủ                                                             | Chiến tranh Churchill           |                                |
|                                          | photograph                                                                                | Winston Churchill- Nghị viên từ Epping - (1874–1965)                                                                              | 10 tháng 51940  | 26 tháng 71945   | 5 năm, 78 ngày      | — | - Đệ Nhất Đại Thần Ngân Khố - Lãnh đạo Hạ viện Anh (1940–1942)                                                                        | Bảo thủ                                                             | Lâm thời Churchill(Con–Nat.Lib) |                                |
|                                          | photograph                                                                                | Clement Attlee- Nghị viên từ Limehouse - (1883–1967)                                                                              | 26 tháng 71945  | 26 tháng 101951  | 6 năm, 93 ngày      | 1945                                                                                                 | - Đệ Nhất Đại Thần Ngân Khố - Bộ trưởng Quốc phòng (1945–1946)                                                                        | Công Đảng                                                           | Attlee I                        |                                |
| 1950                                     | photograph                                                                                | Clement Attlee- Nghị viên từ Limehouse - (1883–1967)                                                                              | 26 tháng 71945  | 26 tháng 101951  | 6 năm, 93 ngày      | Attlee II                                                                                            | - Đệ Nhất Đại Thần Ngân Khố - Bộ trưởng Quốc phòng (1945–1946)                                                                        | Công Đảng                                                           |                                 |                                |
|                                          | photograph                                                                                | Winston Churchill- Nghị viên từ Woodford - (1874–1965)                                                                            | 26 tháng 101951 | 5 tháng 41955    | 3 năm, 162 ngày     | 1951                                                                                                 | - Đệ Nhất Đại Thần Ngân Khố - Bộ trưởng Quốc phòng (1951–1952)                                                                        | Bảo thủ                                                             | Churchill III                   |                                |
| Elizabeth IItrị. 1952–2022               | photograph                                                                                | Winston Churchill- Nghị viên từ Woodford - (1874–1965)                                                                            | 26 tháng 101951 | 5 tháng 41955    | 3 năm, 162 ngày     | 1951                                                                                                 | - Đệ Nhất Đại Thần Ngân Khố - Bộ trưởng Quốc phòng (1951–1952)                                                                        | Bảo thủ                                                             | Churchill III                   |                                |
| photograph                               | Anthony Eden- Nghị viên từ Warwick and Leamington - (1897–1977)                           | 6 tháng 41955 | 9 tháng 11957   | 1 năm, 279 ngày  | 1955                | - Đệ Nhất Đại Thần Ngân Khố                                                                          | Eden | Bảo thủ                                                             |                                 |                                |
| photograph                               | Harold Macmillan- Nghị viên từ Bromley - (1894–1986)                                      | 10 tháng 11957 | 18 tháng 101963 | 6 năm, 282 ngày  | —                   | - Đệ Nhất Đại Thần Ngân Khố                                                                          | Macmillan I | Bảo thủ                                                             |                                 |                                |
| photograph                               | Harold Macmillan- Nghị viên từ Bromley - (1894–1986)                                      | 10 tháng 11957 | 18 tháng 101963 | 6 năm, 282 ngày  | 1959                | - Đệ Nhất Đại Thần Ngân Khố                                                                          | Macmillan II | Bảo thủ                                                             |                                 |                                |
| photograph                               | Alec Douglas-Home- Nghị viên từ Kinross and Western Perthshire - (1903–1995)              | 18 tháng 101963 | 16 tháng 101964 | 365 ngày         | —                   | - Đệ Nhất Đại Thần Ngân Khố                                                                          | Bảo thủ(Scot.U.) | Douglas-Home                                                        |                                 |                                |
|                                          | photograph                                                                                | Harold Wilson- Nghị viên từ Huyton - (1916–1995)                                                                                  | 16 tháng 101964 | 19 tháng 61970   | 5 năm, 247 ngày     | 1964                                                                                                 | - Đệ Nhất Đại Thần Ngân Khố - Thượng thư Công vụ (1968–1970)                                                                          | Công Đảng                                                           | Wilson I                        |                                |
| 1966                                     | photograph                                                                                | Harold Wilson- Nghị viên từ Huyton - (1916–1995)                                                                                  | 16 tháng 101964 | 19 tháng 61970   | 5 năm, 247 ngày     | Wilson II                                                                                            | - Đệ Nhất Đại Thần Ngân Khố - Thượng thư Công vụ (1968–1970)                                                                          | Công Đảng                                                           |                                 |                                |
|                                          | photograph                                                                                | Edward Heath- Nghị viên từ Bexley - (1916–2005)                                                                                   | 19 tháng 61970  | 4 tháng 31974    | 3 năm, 259 ngày     | 1970                                                                                                 | - Đệ Nhất Đại Thần Ngân Khố - Thượng thư Công vụ                                                                                      | Bảo thủ                                                             | Heath                           |                                |
|                                          | photograph                                                                                | Harold Wilson- Nghị viên từ Huyton - (1916–1995)                                                                                  | 4 tháng 31974   | 5 tháng 41976    | 2 năm, 33 ngày      | (tháng 21974)                                                                                        | - Đệ Nhất Đại Thần Ngân Khố - Thượng thư Công vụ                                                                                      | Công Đảng                                                           | Wilson III                      |                                |
| tháng 101974                             | photograph                                                                                | Harold Wilson- Nghị viên từ Huyton - (1916–1995)                                                                                  | 4 tháng 31974   | 5 tháng 41976    | 2 năm, 33 ngày      | Wilson IV                                                                                            | - Đệ Nhất Đại Thần Ngân Khố - Thượng thư Công vụ                                                                                      | Công Đảng                                                           |                                 |                                |
| photograph                               | James Callaghan- Nghị viên từ Cardiff South East - (1912–2005)                            | 5 tháng 41976 | 4 tháng 51979   | 3 năm, 30 ngày   | —                   | - Đệ Nhất Đại Thần Ngân Khố - Thượng thư Công vụ                                                     | Callaghan | Công Đảng                                                           |                                 |                                |
|                                          | photograph                                                                                | Margaret Thatcher- Nghị viên từ Finchley - (1925–2013) - Nhiệm kỳ Thủ tướng                                                       | 4 tháng 51979   | 28 tháng 111990  | 11 năm, 209 ngày    | 1979                                                                                                 | - Đệ Nhất Đại Thần Ngân Khố - Thượng thư Công vụ                                                                                      | Bảo thủ                                                             | Thatcher I                      |                                |
| 1983                                     | photograph                                                                                | Margaret Thatcher- Nghị viên từ Finchley - (1925–2013) - Nhiệm kỳ Thủ tướng                                                       | 4 tháng 51979   | 28 tháng 111990  | 11 năm, 209 ngày    | Thatcher II                                                                                          | - Đệ Nhất Đại Thần Ngân Khố - Thượng thư Công vụ                                                                                      | Bảo thủ                                                             |                                 |                                |
| 1987                                     | photograph                                                                                | Margaret Thatcher- Nghị viên từ Finchley - (1925–2013) - Nhiệm kỳ Thủ tướng                                                       | 4 tháng 51979   | 28 tháng 111990  | 11 năm, 209 ngày    | Thatcher III                                                                                         | - Đệ Nhất Đại Thần Ngân Khố - Thượng thư Công vụ                                                                                      | Bảo thủ                                                             |                                 |                                |
| photograph                               | John Major- Nghị viên từ Huntingdon - (sinh 1943) - Nhiệm kỳ Thủ tướng                    | 28 tháng 111990 | 2 tháng 51997   | 6 năm, 156 ngày  | —                   | - Đệ Nhất Đại Thần Ngân Khố - Thượng thư Công vụ                                                     | Major I | Bảo thủ                                                             |                                 |                                |
| photograph                               | John Major- Nghị viên từ Huntingdon - (sinh 1943) - Nhiệm kỳ Thủ tướng                    | 28 tháng 111990 | 2 tháng 51997   | 6 năm, 156 ngày  | 1992                | - Đệ Nhất Đại Thần Ngân Khố - Thượng thư Công vụ                                                     | Major II | Bảo thủ                                                             |                                 |                                |
|                                          | photograph                                                                                | Tony Blair- Nghị viên từ Sedgefield - (sinh 1953) - Nhiệm kỳ Thủ tướng                                                            | 2 tháng 51997   | 27 tháng 62007   | 10 năm, 57 ngày     | 1997                                                                                                 | - Đệ Nhất Đại Thần Ngân Khố - Thượng thư Công vụ                                                                                      | Công Đảng                                                           | Blair I                         |                                |
| 2001                                     | photograph                                                                                | Tony Blair- Nghị viên từ Sedgefield - (sinh 1953) - Nhiệm kỳ Thủ tướng                                                            | 2 tháng 51997   | 27 tháng 62007   | 10 năm, 57 ngày     | Blair II                                                                                             | - Đệ Nhất Đại Thần Ngân Khố - Thượng thư Công vụ                                                                                      | Công Đảng                                                           |                                 |                                |
| 2005                                     | photograph                                                                                | Tony Blair- Nghị viên từ Sedgefield - (sinh 1953) - Nhiệm kỳ Thủ tướng                                                            | 2 tháng 51997   | 27 tháng 62007   | 10 năm, 57 ngày     | Blair III                                                                                            | - Đệ Nhất Đại Thần Ngân Khố - Thượng thư Công vụ                                                                                      | Công Đảng                                                           |                                 |                                |
| photograph                               | Gordon Brown- Nghị viên từ Kirkcaldy and Cowdenbeath - (sinh 1951) - Nhiệm kỳ Thủ tướng   | 27 tháng 62007 | 11 tháng 52010  | 2 năm, 319 ngày  | —                   | - Đệ Nhất Đại Thần Ngân Khố - Thượng thư Công vụ                                                     | Brown | Công Đảng                                                           |                                 |                                |
|                                          | photograph                                                                                | David Cameron- Nghị viên từ Witney - (sinh 1966) - Nhiệm kỳ Thủ tướng                                                             | 11 tháng 52010  | 13 tháng 72016   | 6 năm, 64 ngày      | (2010)                                                                                               | - Đệ Nhất Đại Thần Ngân Khố - Thượng thư Công vụ                                                                                      | Bảo thủ                                                             | Cameron–Clegg(Con–Lib.Dem)      |                                |
| 2015                                     | photograph                                                                                | David Cameron- Nghị viên từ Witney - (sinh 1966) - Nhiệm kỳ Thủ tướng                                                             | 11 tháng 52010  | 13 tháng 72016   | 6 năm, 64 ngày      | Cameron II                                                                                           | - Đệ Nhất Đại Thần Ngân Khố - Thượng thư Công vụ                                                                                      | Bảo thủ                                                             |                                 |                                |
| photograph                               | Theresa May- Nghị viên từ Maidenhead - (sinh 1956) - Nhiệm kỳ Thủ tướng                   | 13 tháng 72016 | 24 tháng 72019  | 3 năm, 12 ngày   | —                   | - Đệ Nhất Đại Thần Ngân Khố - Thượng thư Công vụ                                                     | May I | Bảo thủ                                                             |                                 |                                |
| photograph                               | Theresa May- Nghị viên từ Maidenhead - (sinh 1956) - Nhiệm kỳ Thủ tướng                   | 13 tháng 72016 | 24 tháng 72019  | 3 năm, 12 ngày   | (2017)              | - Đệ Nhất Đại Thần Ngân Khố - Thượng thư Công vụ                                                     | May II | Bảo thủ                                                             |                                 |                                |
| photograph                               | Boris Johnson- Nghị viên từ Uxbridge and South Ruislip - (sinh 1964) - Nhiệm kỳ Thủ tướng | 24 tháng 72019 | 6 tháng 92022   | 3 năm, 45 ngày   | (—)                 | - Đệ Nhất Đại Thần Ngân Khố - Thượng thư Công vụ - Thượng thư Liên hiệp                              | Johnson I | Bảo thủ                                                             |                                 |                                |
| photograph                               | Boris Johnson- Nghị viên từ Uxbridge and South Ruislip - (sinh 1964) - Nhiệm kỳ Thủ tướng | 24 tháng 72019 | 6 tháng 92022   | 3 năm, 45 ngày   | 2019                | - Đệ Nhất Đại Thần Ngân Khố - Thượng thư Công vụ - Thượng thư Liên hiệp                              | Johnson II | Bảo thủ                                                             |                                 |                                |
| photograph                               | Liz Truss- Nghị viên từ South West Norfolk - (sinh 1975) - Nhiệm kỳ Thủ tướng             | 6 tháng 92022 | 25 tháng 102022 | 50 ngày          | —                   | - Đệ Nhất Đại Thần Ngân Khố - Thượng thư Công vụ - Thượng thư Liên hiệp                              | Truss | Bảo thủ                                                             |                                 |                                |
| photograph                               | Liz Truss- Nghị viên từ South West Norfolk - (sinh 1975) - Nhiệm kỳ Thủ tướng             | 6 tháng 92022 | 25 tháng 102022 | 50 ngày          | —                   | - Đệ Nhất Đại Thần Ngân Khố - Thượng thư Công vụ - Thượng thư Liên hiệp                              | Truss | Bảo thủ                                                             | Charles IIItrị. 2022–nay        |                                |
| photograph                               | Rishi Sunak- Nghị viên từ Richmond (Yorks) - (sinh 1980) - Nhiệm kỳ Thủ tướng             | 25 tháng 102022 | 5 tháng 72024   | 1 năm, 255 ngày  | —                   | - Đệ Nhất Đại Thần Ngân Khố - Thượng thư Công vụ - Thượng thư Liên hiệp                              | Sunak | Bảo thủ                                                             |                                 |                                |
|                                          | photograph                                                                                | Keir Starmer- Nghị viên từ Holborn and St Pancras - (sinh 1962) - Nhiệm kỳ Thủ tướng                                              | 5 tháng 72024   | đương nhiệm      | 262 ngày            | 2024                                                                                                 | - Đệ Nhất Đại Thần Ngân Khố - Thượng thư Công vụ - Thượng thư Liên hiệp                                                               | Công Đảng                                                           | Starmer                         |                                |

## Các Thủ tướng không chính thống
Do sự phát triển từ từ của vị trí Thủ tướng, các "Thủ tướng" đầu tiên trên thực tế được các sử gia sau này "gán" danh vị "Thủ tướng" cho mà chưa bao giờ thực sự giữ vị trí này; điều thỉnh thoảng làm dấy lên những tranh cãi giữa các học giả. William Pulteney, Bá tước xứ Bath đệ nhất và James Waldegrave, Bá tước Waldegrave đệ nhị thỉnh thoảng được coi là Thủ tướng. Bath được mời thành lập một chính phủ bởi George II khi Henry Pelham từ chức vào năm 1746, tương tự với Waldegrave vào năm 1757 sau khi sự phế truất của William Pitt the Elder, người thống trị Chính phủ trong Chiến tranh Bảy Năm. Cả hai ông đều không thu hút đủ sự ủng hộ của Quốc hội để thành lập một Chính phủ thực sự; Bath từ chức chỉ sau 2 ngày và Waldegrave sau 4 ngày. Các sử gia hiện đại thống nhất coi cả hai người này chưa thực sự giữ vị trí Thủ tướng; vì thế nên họ được liệt kê riêng biệt.
- Whig   (2)

| Chân dung | Chân dung                             | Thủ tướngVăn phòng(Năm sinh - Năm mất)                     | Nhiệm kỳ       | Nhiệm kỳ       | Nhiệm kỳ            | Bầu cử | Các vị trí Bộ trưởng kiêm nhiệm | Đảng | Chính phủ  | Quân chủtrị vì          |
| Chân dung | Chân dung                             | Thủ tướngVăn phòng(Năm sinh - Năm mất)                     | Nhậm chức      | Mãn nhiệm      | Thời gian tại nhiệm | Bầu cử | Các vị trí Bộ trưởng kiêm nhiệm | Đảng | Chính phủ  | Quân chủtrị vì          |
| --------- | ------------------------------------- | ---------------------------------------------------------- | -------------- | -------------- | ------------------- | ------ | ------------------------------- | ---- | ---------- | ----------------------- |
|           | William Pulteney                      | William Pulteney - Bá tước xứ Bath đệ nhất - (1684–1764)   | 10 tháng 21746 | 12 tháng 21746 | 3 ngày              | –      | - Đệ Nhất Đại Thần Ngân Khố     | Whig | Yểu mệnh   | George IItrị. 1727–1760 |
|           | James Waldegrave, 2nd Earl Waldegrave | James Waldegrave - Bá tước Waldegrave đệ nhị - (1715–1763) | 8 tháng 61757  | 12 tháng 61757 | 5 ngày              | –      | - First Lord of the Treasury    | Whig | Waldegrave | George IItrị. 1727–1760 |

## Các cựu Thủ tướng còn sống
Tính đến ngày 1 tháng 10 năm 2024, có 8 cựu Thủ tướng còn sống. Cựu Thủ tướng còn sống cao tuổi nhất là John Major và trẻ tuổi nhất là Rishi Sunak và cựu Thủ tướng qua đời gần đây nhất là Margaret Thatcher vào ngày 8 tháng 4 năm 2013 ở tuổi 87. Dưới đây là danh sách các cựu Thủ tướng còn sống được xếp theo thứ tự nhiệm kỳ:

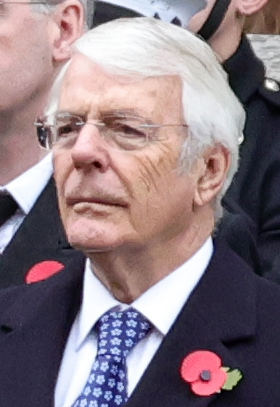
John Major (1990 – 1997) 29 tháng 3, 1943 (81 tuổi)
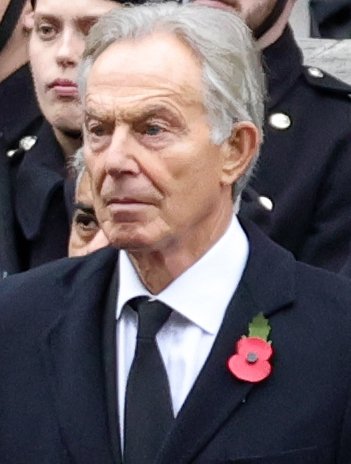
Tony Blair (1997 – 2007) 2 tháng 5, 1953 (71 tuổi)
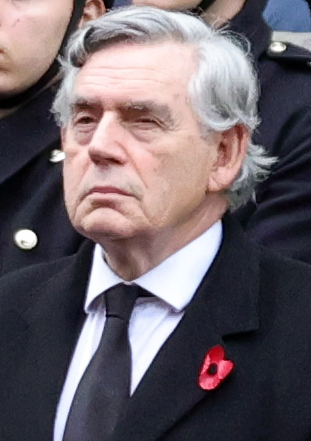
Gordon Brown (2007 – 2010) 20 tháng 2, 1951 (74 tuổi)
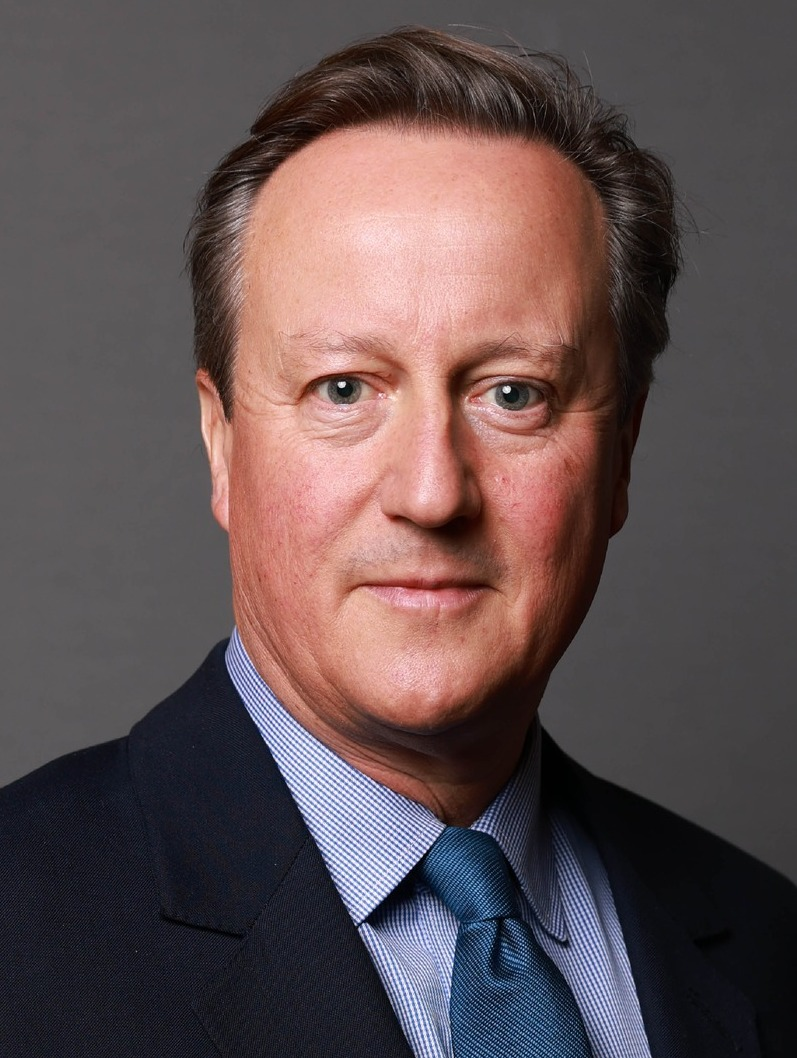
David Cameron (2010 – 2016) 9 tháng 10, 1966 (58 tuổi)
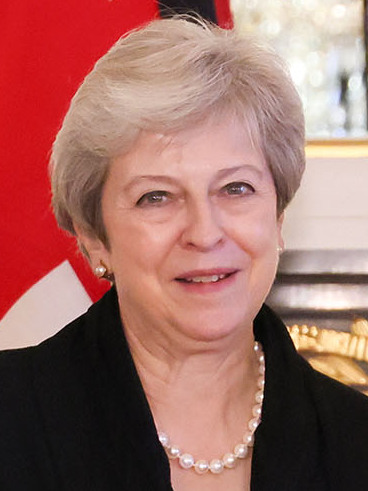
Theresa May (2016 – 2019) 1 tháng 10, 1956 (68 tuổi)
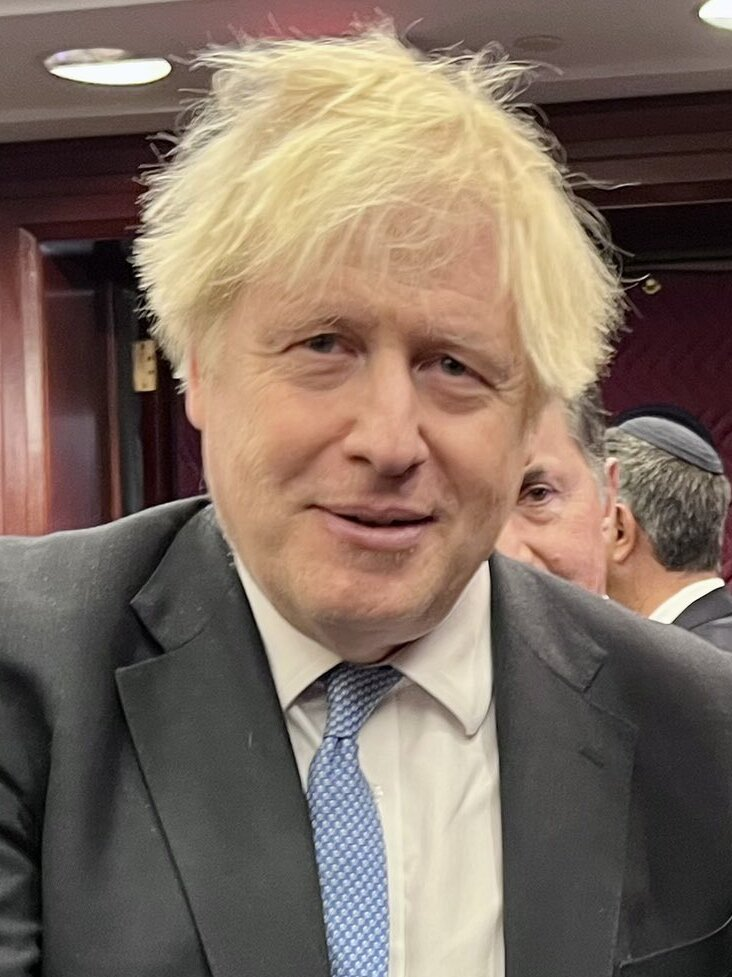
Boris Johnson (2019 – 2022) 19 tháng 6, 1964 (60 tuổi)
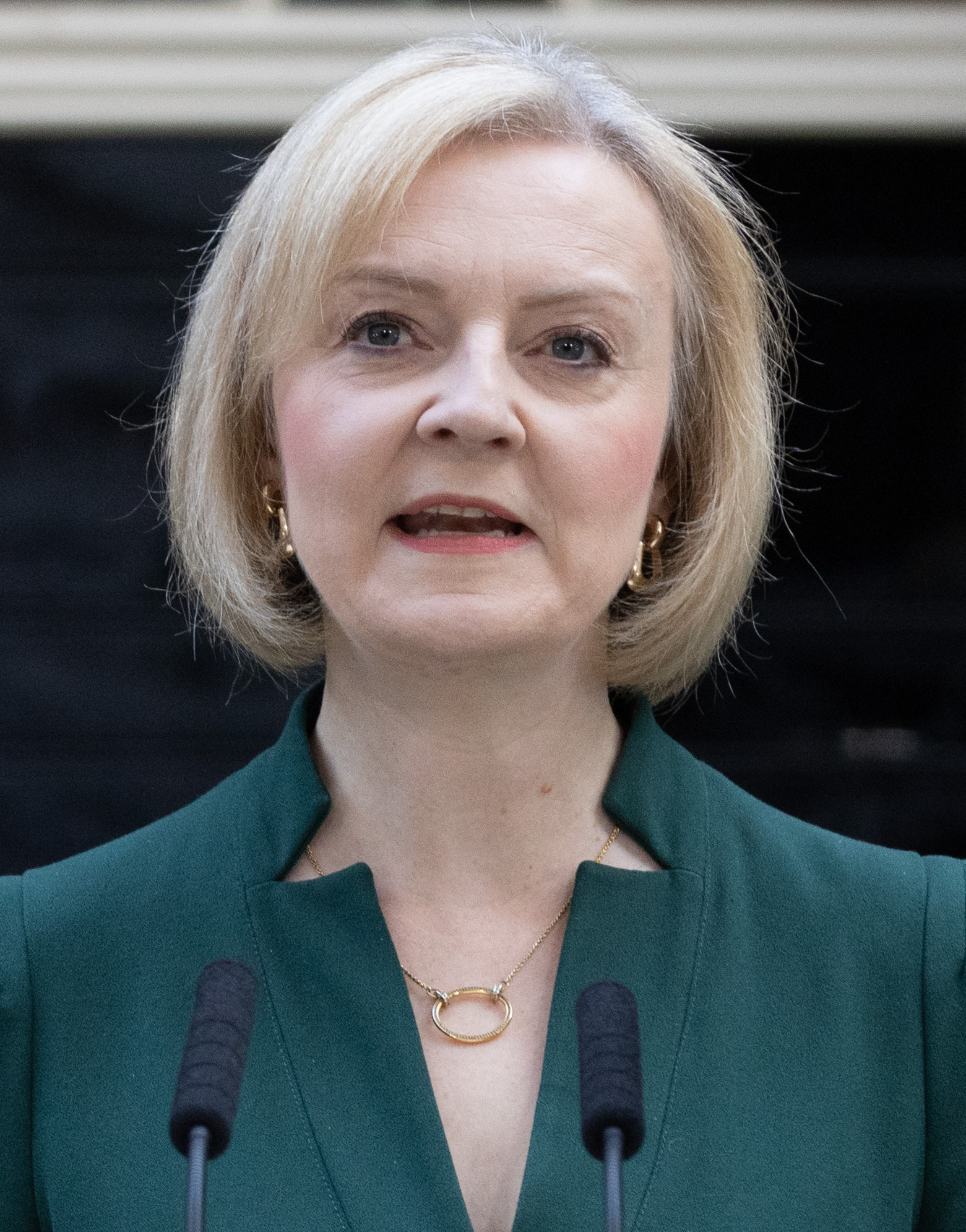
Liz Truss (2022) 26 tháng 7, 1975 (49 tuổi)
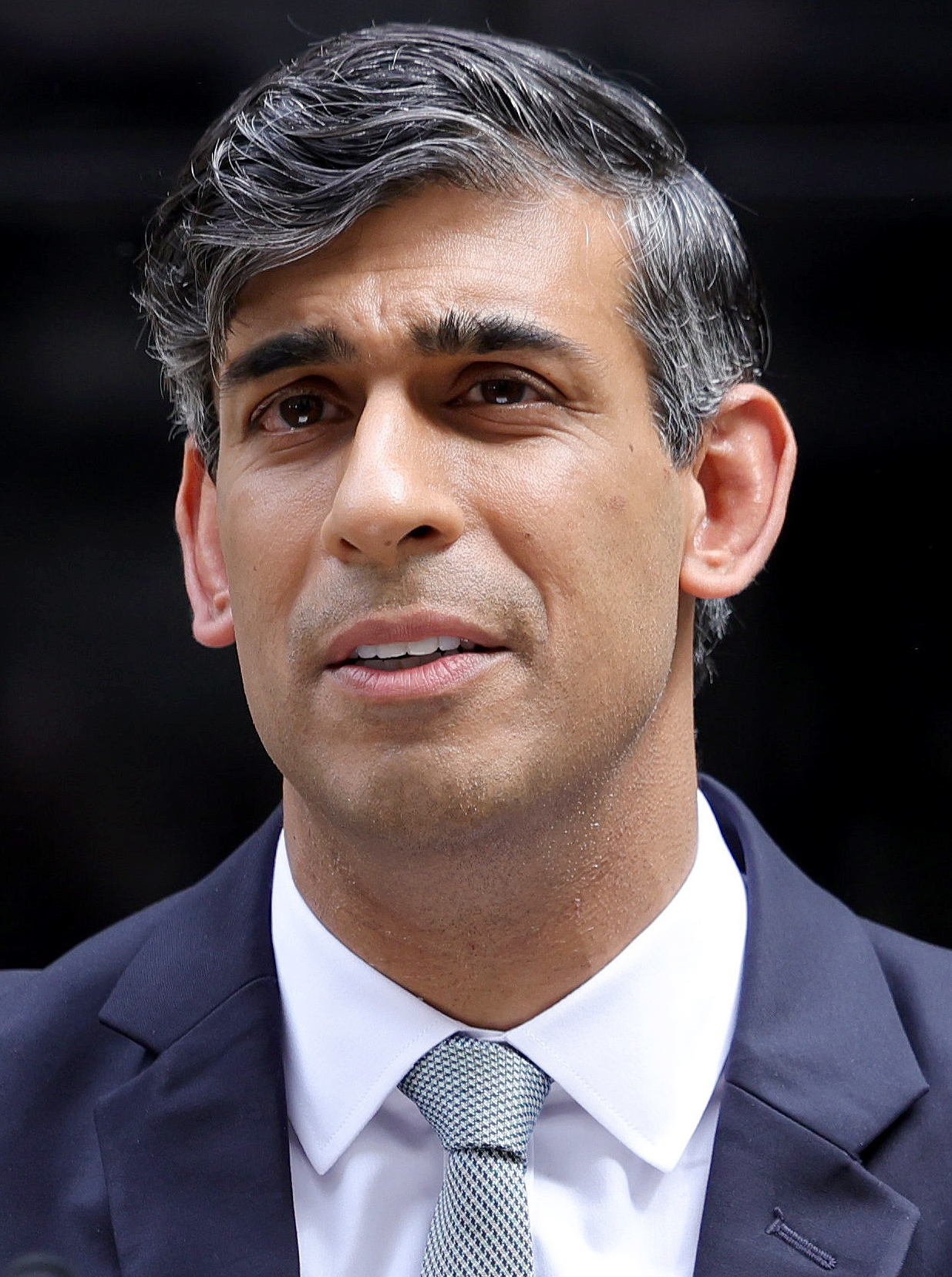
Rishi Sunak (2022 – 2024) 12 tháng 5, 1980 (44 tuổi)